# Nether Heyford
Nether Heyford – wieś w Anglii, w hrabstwie Northamptonshire, w dystrykcie (unitary authority) West Northamptonshire. Leży 10 km na zachód od miasta Northampton i 102 km na północny zachód od Londynu. W 2001 miejscowość liczyła 1507 mieszkańców.